# Mario Bertolo
Mario Giobattista Bertolo (San Vito al Tagliamento, 28 gennaio 1929 – Digoin, 20 settembre 2009) è stato un ciclista italiano.

## Carriera
Bertolo iniziò la sua carriera ciclistica in Italia, distinguendosi nelle competizioni nazionali. Nel 1956 entrò nel mondo del ciclismo professionistico, gareggiando per la squadra Bottecchia - Vitabrill. L'anno successivo, nel 1957, continuò con Bottecchia, consolidando la sua presenza nel circuito internazionale.
Nel 1958, Bertolo si trasferì in Francia, nella regione francese della Loira, e si naturalizzò cittadino francese il 15 novembre 1958. Questo passaggio gli permise di competere con squadre francesi di alto livello, come la Saint-Raphaël - Geminiani - Dunlop (dal 1956 al 1958) o la Peugeot (dal 1958 al 1962) .
Durante la sua carriera, Bertolo partecipò a tre edizioni del Tour de France, dimostrando resistenza e abilità nelle tappe di montagna. Sebbene non abbia ottenuto vittorie di tappa, il suo contributo alle squadre fu significativo, soprattutto nelle strategie di supporto ai capitani. Oltre al Tour de France, Bertolo prese parte a numerose competizioni europee, tra cui il Giro ciclistico dei castelli della Loira e il Giro del Belgio, ottenendo piazzamenti di rilievo. La sua carriera si concluse nel 1961, dopo dieci anni di attività nel ciclismo professionistico. Dopo il ritiro, Bertolo rimase legato al mondo del ciclismo, contribuendo allo sviluppo di giovani talenti e collaborando con squadre locali in Francia, in particolare nella zona della Loira e nel comune francese di Digoin, dove morì il 20 settembre 2009.

## Palmarès
- 1954
  - Gran Premio di Vuogy
- 1955
  - 3° alla corsa di Bourg-Genève-Bourg
- 1956
  - 2° al Grand Prix dei rasoi Philips
  - 3° alla Lyon-Montluçon-Lyon
  - 3° alla corsa di Bourg-Genève-Bourg
  - 4° al Giro del Delfinato
- 1957
  - 2° al Gran Premio Léon Daniel